# 손만영
손만영(孫萬榮, ?~697년?, 재위: 696년~697년)은 거란(契丹)의 추장이다.

## 생애
당나라(唐)로부터 귀성주자사(歸誠州刺史)와 영주도독(營州都督)의 작위를 받았다.
손만영은 695년 5월 당의 영주도독 조문홰(趙文翽)의 폭정을 견디지 못한 거란 추장 이진충(李盡忠)과 함께 반란을 일으켜 영주도독 조문홰를 죽이고 당나라에 맞섰다. 이에 일부 말갈족과 고구려 유민이 호응하여 들고 일어났다.
696년 이진충이 사망하자 거란의 추장이 되었다. 또한 그는 측천무후 치세의 당나라를 침입하였다. 초반에 거란의 세력이 강성하여 당나라의 북부 지역을 압도하였으나, 돌궐의 카파간 카간에게 힘을 빌린 당나라 군대에게 패하고 결국 살해당했다.
이진충과 손만영의 반란을 통해 영주(營州) 부근에서 당의 감시를 받던 이민족들은 당으로부터 이탈이 가능하게 되었으며, 특히 이 사건은 발해 건국의 도화선이 되었다.

## 가계
- 부왕 : 손씨(孫氏)
- 모후 : 미상(未詳)
  - 누이 : 왕후 손씨(王後 孫氏)
  - 매형 : 이진충(李盡忠)
  - 제왕 : 손만영(孫萬榮)

## 손만영이 등장하는 작품
- 《대조영》(KBS, 2006년~2007년, 배우: 조인표)